# Mesosauria
De Mesosauria zijn een orde van uitgestorven zoetwaterreptielen uit het Perm. De orde omvat als enige familie Mesosauridae, waarin drie geslachten worden geplaatst.

## Kenmerken
Aan de voorzijde van het lange en slanke lichaam bevond zich een lange snuit met naaldvormige tanden en aan de achterzijde een goed ontwikkelde staart voor de voortbeweging.

## Verspreiding
De mesosauriërs zijn de oudst bekende aquatische reptielen. De geografische verspreiding van Mesosaurus, een reptiel dat vrijwel zeker niet in staat was oceanen over te zwemmen, met vondsten in zowel zuidelijk Afrika (Zuid-Afrika, Namibië als Zuid-Amerika (Brazilië, Uruguay, Paraguay was uiteindelijk een van de redenen voor de theorie van continentverschuiving.

## Onderverdeling
Familie Mesosauridae Baur, 1889
- † Brazilosaurus Shikama & Ozaki, 1966
- † Mesosaurus Gervais, 1865
- † Stereosternum Cope, 1886